# Moschus leucogaster
El ciervo almizclero del Himalaya (Moschus leucogaster) es una especie de mamífero artiodáctilo de la familia Moschidae, propio del Himalaya. Se conoce en Tíbet, Nepal, Bután, Sikkim y sur y centro de China (S Gansu, S Ningxia, Qinghai, W Sichuan, N Yunnan).
Habita bosques montanos. Es pastador y ramoneador. Mide de 50 a 55 cm de altura y de 85 a 100 cm de largo. Su peso oscila entre los 11 y los 18 kilos. Sus principales depredadores son el lince boreal, el lobo y el zorro tibetano.

## Subespecies
Se reconocen dos subespecies de Moschus leucogaster:
- Moschus leucogaster leucogaster
- Moschus leucogaster sifanicus

## Distribución geográfica
Habita en las montañas del Himalaya particularmente dentro del límite geográfico de los países de Bután, India, Nepal y una pequeña parte de China. La distribución geográfica de los ciervos almizcleros se ha reducido en los últimos años debido a la caza y la destrucción de su hábitat.

## Hábitat
Se cree que habitan en un entorno similar al de su pariente cercano el Moschus chrysogaster como praderas, matorrales y bosques abiertos como los bosques de abetos. Debido a que el ciervo almizclero del Himalaya habita en cotas superiores a los 2.500 m de altura, su hábitat se compone principalmente de vegetación típica de las regiones alpinas. Esta especie esta habituada a bajar entre pendientes moderadas o muy pronunciadas.

## Descripción física
El ciervo almizclero del Himalaya pesa alrededor de 11 o 18 kg y miden 86 o 100 cm de largo. Son de color marrón arena mientras que sus nalgas y sus extremidades son de un color más oscuro. La parte ventral de su cuerpo varía entre gris y blanco. Su espalda es redondeada y sus orejas son largas con las que se arregla para detectar a posibles depredadores. Estas se pueden confundir con las orejas de una liebre ya que son muy similares. Aunque ambos sexos tienen unos colmillos superiores largos, las de los machos suelen ser de mayor tamaño alcanzando los 7 a 10 cm. Los caninos se rompen con facilidad pero su crecimiento es continuo. Los ciervos almizcleros del Himalaya tienen bolsas de almizcle entre los órganos de reproducción y el ombligo y una glándula caudal en la base de la cola que les sirven para comunicarse. La glándula almizclera atrae a las hembras en la época de celo mientras que la glándula caudal se utiliza para marcar el territorio. Las hembras tienen un solo par de mamas. Los ciervos almizcleros del Himalaya no tienen cuernos, algo de lo que se diferencian de los demás ciervos.
Los Moschus leucogaster se consideraban de la misma especie que Moschus chrysogaster, ya que ambas especies tienen características muy similares en cuanto al ciclo de vida entre otras. Fueron separados basándose en las proporciones del cráneo aunque es difícil distinguir a una especie de otra a ojo. Yingxiang y Grubb (1995) sugieren en el aspecto de la garganta: Mientras que M. chrisogaster tiene distintas franjas de color blanco o una mancha blanca, esta característica es vaga en M. leucogaster.

## Reproducción
Durante la época de apareamiento, los machos se vuelven ansiosos, competitivos y comen poco. Al tiempo que protegen su territorio buscan hembras con las que aparearse, enfrentándose con otros machos con sus largos colmillos. Las hembras muestran cansancio mientras la montan. La clave para atraerlas esta en el saco almizclero del que sale un fuerte olor. La época de celo de los ciervos almizcleros del Himalaya dura entre noviembre y enero, aunque algunas hembras pueden aparearse hasta marzo. El periodo de gestación es de 185 y 195 días. Uno de cada 2 jóvenes suelen nacer entre mayo y junio y la madre cuida de ellos durante 2 meses. Durante ese tiempo, las crías permanecen ocultas con independencia de sus madres excepto cuando se alimentan. Alrededor de los 6 meses de edad, las crías son destetadas y son capaces de consumir alimentos de su entorno, convirtiéndose en totalmente independientes. Los jóvenes ciervos alcanzan la madurez sexual a los 16 o 24 meses. 

## Longevidad
Por lo general viven de 10 a 14 años en estado salvaje. 

## Estado de conservación
El ciervo almizclero del Himalaya está en peligro de extinción tanto en la Lista Roja de la UICN y la Lista Federal de los EE. UU. CITES enumera al pequeño número del ciervo almizclero del Himalaya en el Apéndice II donde no están necesariamente amenazadas pero que podría llegar a estarlo a menos que se controle estrictamente su comercio. 
Están amenazados debido a la caza, la fragmentación de su hábitat, su reducción y destrucción. Debido a que es difícil distinguir a Leucogaster del Chrysogaster, la exacta cantidad de individuos es discutida. Aunque muchos ciervos almizcleros residen en áreas protegidas, las actividades de caza furtiva siguen aumentado debido al alto precio del almizcle.